# Chang Han-na
Chang Han-na (* 23. Dezember 1982 in Suwon) ist eine südkoreanische Cellistin und Dirigentin.
Sie gewann 1994 mit 11 Jahren den Grand Prize des Concours Rostropowitsch in Paris. Nach diesem Auftritt versprachen sowohl Mstislav Rostropowitsch als auch Mischa Maisky ihr, sie weiter zu fördern. 1997 und 2003 gewann sie den Echo, 2004 den Cannes Classical Music Award.
Im Mai 2002 spielte sie das Eröffnungskonzert beim Asiatischen Musikfestival in Seoul.
Sie spielt ein Guadagnini-Cello.
Chang war als Philosophie-Studentin in Harvard eingetragen, 2006 pausierte sie ihr Studium.
Im Dezember 2010/Januar 2011 arbeitete Chang zwei Wochen lang mit dem Bayerischen Landesjugendorchester zusammen. In dieser Zeit wurden Tschaikowskis „Francesca da Rimini“ und die 5. Symphonie von Dmitri Schostakowitsch einstudiert. Chang leitete das Orchester bei fünf Konzerten in ganz Bayern, wie z. B. in der Münchner Philharmonie. 2012 übernahm sie die künstlerische Leitung des Bayerischen Landesjugendorchester. Sie wurde 2013 zum musikalischen Direktor (Music Director) des Qatar Philharmonic Orchestra berufen.
Am 8. September 2014 trat sie als Leiterin des Qatar Philharmonic Orchestra zurück. Als Grund gab sie „anhaltende verwaltungstechnische Schwierigkeiten und unüberbrückbare künstlerische Differenzen mit der Geschäftsführung“ an.
Chang wurde ab der Saison 2013–2014 Erste Gastdirigentin beim Trondheim Symfoniorkester. Im März 2016 gab das Orchester die Ernennung von Chang zum nächsten Chefdirigenten mit Wirkung zur Saison 2017–2018 bekannt. Sie ist die erste Dirigentin, die zur Chefdirigentin des Orchesters ernannt wurde. Im November 2018 gab das Orchester die Verlängerung von Changs Vertrag als Chefdirigent bis zur Saison 2022–2023 bekannt. Chang wurde mit Beginn der Saison 2022–2023 zur Ersten Gastdirigentin (Erster Gastdirigent) der Symphoniker Hamburg – Laeiszhalle Orchester ernannt.

## Diskografie
- 1996 Tschaikowski, Fauré, Saint-Saëns, Bruch (Rostropowitsch, Dirigent)
- 1998 Haydn Cellokonzerte in C und D
- 2000 The Swan (Fauré, Saint-Saëns, Bruch, Dvořák)
- 2003 Prokofjew Sonate für Cello und Klavier
- (2005 mit anderen Künstlern: The most relaxing Cello Album in the world)
- 2006 Schostakowitsch Cellokonzert Nr. 1 + Cellosonate opus 40
- 2007 Romance (Casals, Dvořák, Glasunow, Lalo, Saint-Saëns)
- 2008 Vivaldi Cello Concertos (7 Vivaldi Cellokonzerte)